# Zachełmna
Zachełmna – wieś w Polsce położona w województwie małopolskim, w powiecie suskim, w gminie Budzów. W latach 1975–1998 miejscowość administracyjnie należała do województwa bielskiego.

## Położenie
Miejscowość znajduje się w dolinie potoku Zachełmka, u południowych podnóży góry Chełm Wschodni (581 m) i wschodnich podnóży Mysiej Góry (576 m). Obydwa te wzniesienia należą do Pasma Chełmu w Beskidzie Makowskim.

## Części wsi
Integralne części wsi Zachełmna: Gwiżdżówka, Harężówka, Karasiówka, Kołtonówka, Krzystanówka, Kwaśniówka, Lempartówka, Nagiełówka, Saponiówka, Skupniówka, Sobalówka, Sołtystwo, Stankówka, Świerkówka, Wrzodkówka, Żmudówka.

## Historia
Pierwsza wzmianka o wsi pochodzi z 1410 r. – wieś została wymieniona jako własność Zbigniewa z Brzezia.